# Mellow Yellow
| 전문가 평가                   | 전문가 평가 |
| 평가 점수                     | 평가 점수   |
| 출처                          | 점수        |
| ----------------------------- | ----------- |
| AllMusic                      | 4/별        |
| AllMusic                      | 4/별        |
| Encyclopedia of Popular Music | [ 1 ]       |

《Mellow Yellow》는 스코틀랜드의 싱어송라이터 도노반으로부터 네 번째 스튜디오 음반이다. 이 음반은 1967년 3월에 미국에서 발매되었지만, 영국 발매에서 《Sunshine Superman》을 막아주는 계속되는 계약상의 분쟁 때문에 영국에서 발매되지 않았다. 1967년 6월, 두 음반의 단면적은 영국에서 《Sunshine Superman》으로 발매되었다. 〈Mellow Yellow〉는 지난 11월에 발매된 도노반의 히트곡의 이름이었다.

## 배경
《Mellow Yellow》의 노래들은 도노반의 작곡의 전환을 나타낸다. 도노반의 노래는 이전에 60대 중반의 팝 음악 장면을 정의하는 능력에 대한 그의 열정을 보여주었다. 《Mellow Yellow》에서 이것은 〈Sunny South Kensington〉, 〈Museum〉 (원래 《Sunshine Superman》 음반을 위해 녹음되고 《Mellow Yellow》를 위해 재녹음), 그리고 타이틀곡에서 여전히 분명하지만, 그 장면에 대한 세계적인 지루한 관찰 (〈Young Girl Blues〉)로도 완화되었다. 영국에서 도노반의 음악이 발매되는 것을 방해하는 계약상의 문제들은 그가 사임한 〈Writer in the Sun〉과 같은 곡들을 쓰도록 이끌었고, 그곳에서 그는 20세에 음악 산업에서 강제 은퇴할 가능성을 고려하였다.
미키 모스트의 프로듀싱과 레드 제플린 출신 존 폴 존스의 편곡은 《Mellow Yellow》 전반에 걸쳐 도노반의 작곡의 두 가지 다른 특성을 수용한다. 페퍼 곡들은 《Sunshine Superman》과 유사한 다양한 악기들을 특징으로 하며 대서양 양안의 타이틀곡에서 상위 10위 안에 드는 데 도움을 주었다. 내성적인 반추는 도노반의 기타 연주, 노래, 가사를 강조하는 희소한 악기가 특징이다.
〈House of Jansch〉에서 도노반은 친구인 버트 잰시에게 고개를 끄덕이며, 영국 포크 음악에 경의를 표하는 세 번째 도노반 음반을 만들었다.
존 캐머런은 블루스 피아노, 하프시코드를 연주하고 편곡을 맡았다.
폴 매카트니는 적어도 한 곡의 트랙에서 백 보컬을 제공했지만, 그는 그의 일에 대해 인정받지 못했다.

## 곡 목록
모든 곡들은 도노반에 의해 작사/작곡하였다.
| #  | 제목                  | 재생 시간 |
| -- | --------------------- | --------- |
| 1. | 〈Mellow Yellow〉     | 3:47      |
| 2. | 〈Writer in the Sun〉 | 4:33      |
| 3. | 〈Sand and Foam〉     | 3:19      |
| 4. | 〈The Observation〉   | 2:23      |
| 5. | 〈Bleak City Woman〉  | 2:24      |

| #  | 제목                       | 재생 시간 |
| -- | -------------------------- | --------- |
| 1. | 〈House of Jansch〉        | 2:43      |
| 2. | 〈Young Girl Blues〉       | 3:45      |
| 3. | 〈Museum〉                 | 2:54      |
| 4. | 〈Hampstead Incident〉     | 4:41      |
| 5. | 〈Sunny South Kensington〉 | 3:48      |